# Catharina Blixen-Finecke
Ingegerd Catharina Bosdotter von Blixen Finecke, född 22 oktober 1951, är en moderat politiker och tidigare regionråd i Region Skåne. 
Blixen-Finecke började sin politiska bana som ersättare i Skurups kommunfullmäktige i början av 1980-talet. Hon valdes in i Malmöhus läns landsting 1991 och blev regionråd 2006. Hon lämnade sina politiska uppdrag den 1 oktober 2012.

## Uppdrag iRegion Skåne
- Regionråd
- Ordförande i vårdproduktionsberedningen
- Ledamot i regionstyrelsens arbetsutskott
- Ledamot i regionfullmäktige
- Ledamot i regionstyrelsen